# 車府增一
天鵝座51（车府增一），又名BD+49 3353，HD 197511、SAO 32809、HR 7929，是天鵝座的一颗恒星，视星等为5.39，位于銀經88.37，銀緯4.99，其B1900.0坐标为赤經20h 39m 7.6s，赤緯+49° 4.99′ 51″。